# Mezieres Communal Cemetery Extension
Mezieres Communal Cemetery Extension is een begraafplaats gelegen in de Franse plaats Mezieres (Somme). De militaire graven worden onderhouden door de Commonwealth War Graves Commission.
De begraafplaats telt 71 geïdentificeerde Gemenebest graven uit de Eerste Wereldoorlog.